# Paolo De Ceglie
Paolo De Ceglie (Aosta, 17. rujna 1986.) bivši je talijanski nogometaš.

## Djetinjstvo
De Ceglie je rođen na sjeveru talijanske regije Pijemonta, u Aosti, a kao dječak navijao je za Juventus i idol mu je bio veliki Pavel Nedvěd kojemu je kasnije postao i suigrač. Za Juventus je igrao na mnogobrojnim turnirima mlađih kategorija, da bi se s vremenom probio i do seniorske momčadi.

## Klupska karijera

### Juventus
Juventus je na ljeto 2006. godine izbačen u Serie B zbog navodnog namještanja utakmica, a to je dalo priliku mladim igračima poput De Cegliea, Marchisia i Giovinca da dobiju priliku zaigrati za prvu momčad kluba. Paolo je za svoj klub debitirao 6. studenoga 2006. protiv Napolija kadao je ušao u 55. minuti kao zamjena za Nicolu Legrottagliea.
Prvi profesionalni pogodak zabio je Paolo u svojoj drugoj utakmici za Juventus, a bilo je to u 4:1 pobjedi nad Lecceom.

### Siena
U lipnju 2007. Siena je uz kupnju 50% De Ceglieova od Juventusa dovela mladog igrača koji se tamo zadržao jednu sezonu. Vrijeme provedeno u Sieni bilo je vrlo uspješno za Paola koji je skoro svaki puta kada je bio spreman igrao svih 90 minuta utakmice, a te je sezone zabio dva pogotka.

### Povratak u Juventus

#### Sezona 2008./09.
Juventus je u ljeto 2008. za 3,5 milijuna eura kupio pola De Ceglieova ugovora koji su godinu dana prodali. U prvoj sezoni u Serie A za Juventus je De Ceglie igrao vrlo dobro, a posebno se pamtila utakmica protiv Milana kada je asistirao Amauriju za 3:1 vodstvo njegova kluba. Ubrzo nakon te utakmice produžio je ugovor sa svojim klubom do 2013. godine.

#### Sezona 2009./10.
Sljedećeg ljeta pojavile su se mnoge glasine oko njegovog odlaska iz Torina, no više je puta poručio kako ne želi otići iz Juventusa. U sezoni 2009./10. De Cegliea su mučile ozljede, pa je tek u drugoj polovici sezone počeo redovitije igrati. Igrao je na krilnoj poziciji pod vodstvom trenera Alberta Zaccheronija koji je eksperimentirao za 3–5–2 formacijom kojom Juventus do tada nije igrao. U veljači 2010. asistirao je Amauriju u 2:1 pobjedi nad AFC Ajaxom u amsterdamu koja je Juventusu osigurala prolazak u osminu finala Europske lige. 25. travnja 2010. u utakmici protiv Barija De Ceglie je upisao svoj 50. ligaški nastup za Juve.

#### Sezona 2010./11.
Na početku 2010./11. sezone u Juventus je stigao Luigi Delneri, a kod njega De Ceglie nije imao zagarantirano mjesto u momčadi. No dobrim predstavama Paolo je uspio izboriti mjesto u prvih 11. Kada je počeo sve bolje i bolje igrati, 30. listopada 2010. na San Siru je teško ozljedio koljeno nakon što se sudario s A.C. Milanovim Bonerom. Ranije je u toj utakmici asistirao Quagliarelli za vodstvo Juventusa, koji je pobijedio A.C. Milana u gostima 2:1. Uspio se De Ceglie vratiti tek u zadnjoj utakmici te sezone protiv S.S.C. Napoli|Napolija kada je ušao u drugome poluvremenu.

#### Sezona 2011./12.
Dolaskom Antonia Contea na klupu Juventusa De Ceglie je promijenio stari broj 29 i uzeo broj 11 koji je prije nosio njegov uzor, Pavel Nedvěd. Conte je odlučio dati De Ceglieu priliku od prve minute na prvoj službenoj utakmici 2011./12. sezone koju je Juventus igrao na svom novoizgrađenom stadionu protiv Parme. Bio je to prvi početak utakmice za De Cegliea nakon skoro godinu dana i iako je igrao solidno obilježio ga je crvenim kartonom kojega je zaradio pred sam kraj utakmice nakon starta nad bivšim suigračem, Sebastianom Giovincom. De Ceglie je skrivio kazneni udarac kojega je Giovinco realizirao, no to nije utjecalo na konačni rezultat jer je Juventus pobijedio 4:1.
Iako je počeo sezonu od prve minute, Lichtsteinera, Bonucci, Barzagli i Chiellini postali su Conteov izbor u zadnjoj liniji te se De Ceglie preselio na klupu. U prvu postavu se vratio na utakmici Coppa Italie kao zamjena za Chiellinija koji se odmarao za ligaške oglede, a u Serie A je ponovno od prve minute nastupio protiv Novare kada je samo 4 minute nakon početka utakmice asistirao Simone Pepeu za vodstvo Juventusa.
Mnogi novinari kritizrali su Contea što nije doveo u Torino pojačanje na lijevome beku, no ovaj je odbrusio odgovorom da Juve već ima dobrog igrača na toj poziciji, a da je to upravo Paolo De Ceglie. Iako početak sezone to nije dao naslutiti Paolo je u pobjedničkoj sezoni Juventusa počeo igrati sve bolje, a kruna je stigla 3. ožujka 2012. kada je Paolo zabio svoj prvi pogodak u Serie A za Juventus protiv Chieva, no to nije bilo dovoljno Staroj Dami da pobijedi jer je Chievo kasnije izjednačio. Nekoliko tjedana nakon te utakmice potpisao je novi ugovor s Juventusom kojime je produžio vjernost voljenom klubu za pet godina. Te je sezone Paolo osvojio svoj prvi profesionalni naslov, a bio je to naslov prvaka Italije, Juventusov 30. Nakon osvajanja naslova Paolo je svoj auto ukrasio talijanskom zastavom te s tri zlatne zvjezdice koje predstavljaju 30 Juventusovih naslova prvaka.

## Reprezentativna karijera
De Ceglie je nastupao za talijansku do 21 reprezentaciju od 2006. do 2009. godine te je sveukupno sakupio 15 nastupa, no nikada nije dobio poziv za seniorsku talijansku reprezentaciju.